# Idiovalgus planicollis
Idiovalgus planicollis är en skalbaggsart som beskrevs av Raffaello Gestro 1891. Idiovalgus planicollis ingår i släktet Idiovalgus och familjen Cetoniidae. Inga underarter finns listade i Catalogue of Life.